# Carlos Clará
Carlos Clará (San Salvador, 27 de agosto de 1974) es un poeta y editor de Libros salvadoreño. 
Poeta y editor de libros. Pertenece a la generación noventera posterior a la guerra civil de El Salvador. Fundador del extinto taller literario El Cuervo. Ha publicado los poemarios Montaje invernal (poesía, 1999, coautoría con Danilo Villalta); Los pasillos imaginarios (poesía, 2013). En no ficción ha publicado ...Solo quedaban tres, la historia del reverendo Juan Bueno y los Liceos Cristianos en El Salvador (coautoría con Marvin Galeas, 2022); y San José Guayabal, la rebelión de la alegría (coautoría con Salvador Sagastizado, 2024). Su obra aparece tanto en antologías de poetas jóvenes en Centroamérica y España como en revistas de la región centroamericana, México y Sudamérica. 
Fue coordinador editorial y editor de la Dirección de Publicaciones e Impresos (DPI), el sello editorial de mayor tradición, del desaparecido Consejo Nacional para la Cultura y el Arte, hoy Ministerio de Cultura. Exmiembro del consejo editorial de la revista Cultura. Fue jurado del Premio Nacional de Cultura 2009 y editó por varios años el extinto periódico digital de arte y cultura contrACultura (Contrapunto, Grupo Dalton). 
Como editor de libros, por ejemplo, fue responsable de la publicación de No pronuncies mi nombre: poesía completa de Roque Dalton (Rafael Lara-Martínez, DPI); Olvida uno, Claudia Hernández (cuentos, Índole Editores); Tiempos de locura: El Salvador 1979-1981, Rafael Menjívar Ochoa (ensayo histórico, FLACSO-Índole Editores); Mágica tribu, Claribel Alegría (memorias, Índole Editores); Crimen de Estado: el caso PARLACEN, Lafitte Fernández (investigación periodística, AURA Ediciones); Héroes bajo sospecha: el lado oscuro de la guerra salvadoreña, Geovani Galeas (crónica-reportaje, Athena Editores); El cómic de lo que siempre quisiste decir a tus gobernantes, Otto Meza (ganador de cinco premios Jade, Guatemala; también es el único libro salvadoreño en ser finalista del más prestigioso premio internacional de la publicidad: Festival Internacional de la Creatividad Cannes Lions 2012. El Faro-AURA); entre otros libros. Clará fue editor de AURA (no ficción), Athena (no ficción) y editor adjunto de LEA y Editorial Cinco. 
Actualmente codirige Índole Editores (ficción-no ficción). Participa en las fundaciones Clic, Alkimia, Poetas de El Salvador y Claribel Alegría. Coordina la revista digital de arte y cultura El Escarabajo.

## Obras
- Montaje invernal. San Salvador, El Salvador. Coautoría con Danilo Villalta. 1999
- Los pasillos imaginarios, San Salvador, El Salvador. 2013
- ...Solo quedaban tres, la historia del reverendo Juan Bueno y los Liceos Cristianos en El Salvador. Coautoría con Marvin Galeas. 2022
- San José Guayabal, La rebelión de la alegría - El alcalde y el pueblo que venció a las pandillas. El Salvador, 2024